# Nghĩa vụ quân sự tại Hoa Kỳ

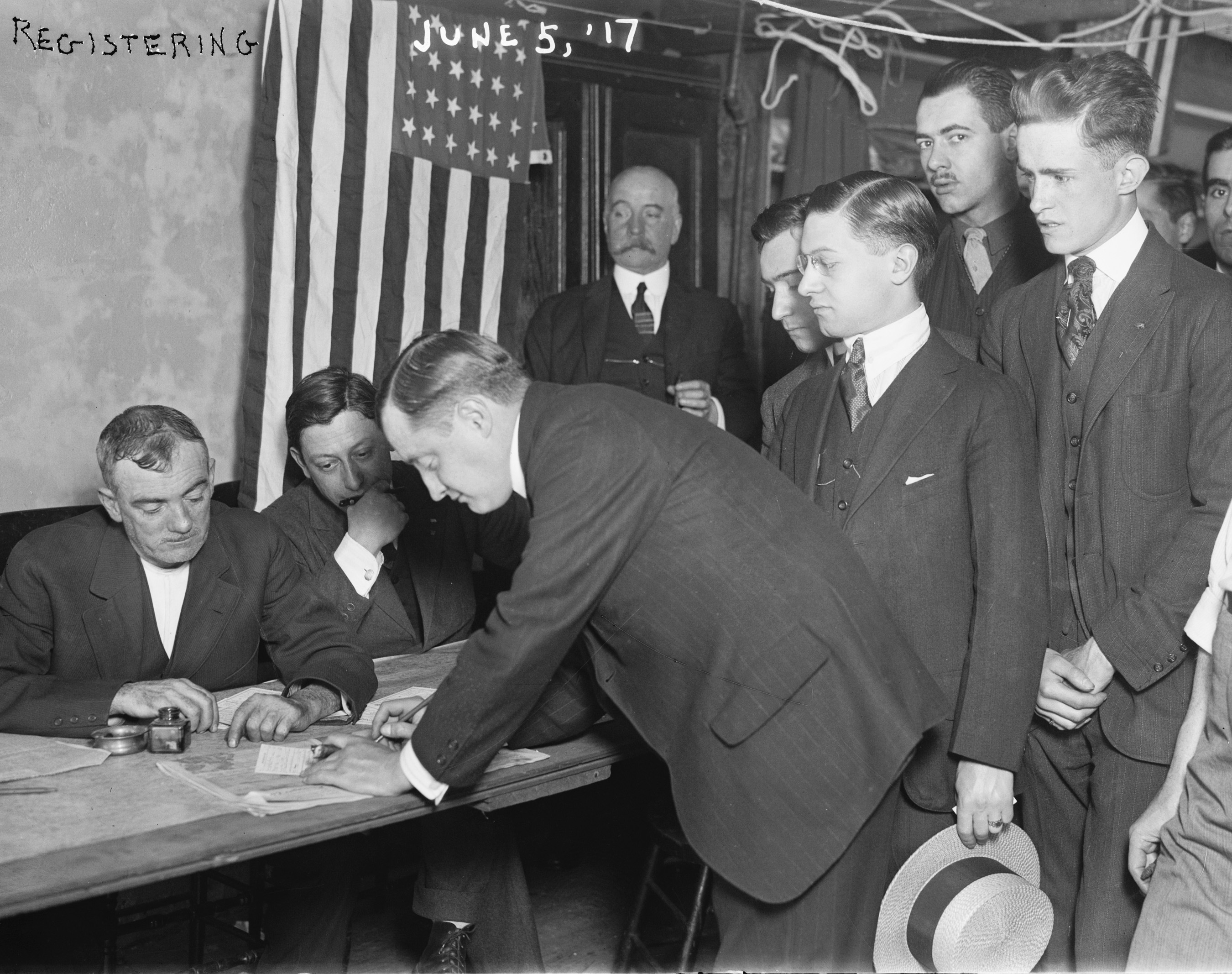
Hình ảnh các nam thanh niên đang đi đăng ký nghĩa vụ quân sự trong thời kỳ Đệ nhất thế chiến ở TP. New York, ngày 5 tháng 6 năm 1917

Tại Hoa Kỳ, nghĩa vụ quân sự, thường được gọi là quân dịch (tiếng Anh: the draft), đã được chính quyền liên bang huy động tuyển quân trong tất cả 6 cuộc giao tranh quân sự bao gồm: Chiến tranh Cách mạng Mỹ, nội chiến Hoa Kỳ, Thế chiến thứ nhất, Thế chiến thứ hai, Chiến tranh Triều Tiên và Chiến tranh Việt Nam. Sự hiện hữu lần thứ tư của chế độ quân dịch bắt buộc được hiện thực hóa vào năm 1940, thông qua Đạo luật Nghĩa vụ và Huấn luyện có chọn lọc 1940; đây là chế độ quân dịch đầu tiên của đất nước trong thời bình. Từ 1940 cho đến năm 1973, trong suốt cả thời bình lẫn những giai đoạn xảy ra xung đột, những nam giới được gọi đi quân dịch để lấp đầy những vị trí còn trống trong Quân đội Hoa Kỳ vốn không thể lấp đầy quân số bằng các biện pháp tình nguyện. Chế độ quân dịch bắt buộc ở Mỹ chấm dứt vào năm 1973, khi quân đội nước này chuyển sang đội ngũ hoàn toàn đi lính tự nguyện. Tuy nhiên, nghĩa vụ quân sự bắt buộc vẫn duy trì ở mọi nơi trên nền tảng quân dự bị; theo đó tất các nam công dân người Mỹ, bất kể đang sống ở đâu, và những người nhập cư là nam giới, bất kể đã được chứng minh hay chưa, có cư trú bên trong lãnh thổ Hoa Kỳ, có độ tuổi từ 18 đến 25 đều được yêu cầu chấp hành việc đi đăng ký với Cơ quan Nghĩa vụ có chọn lọc. Luật pháp liên bang vẫn tiếp tục cung cấp cho chế độ quân dịch bắt buộc các nam giới trong độ tuổi từ 17 đến 44, những người có xác nhận dự định trở thành công dân Mỹ, và bổ sung cả những nữ giới cụ thể phục vụ trong hàng ngũ dân quân chiếu theo Điều 1, Khoản 8 của Hiến pháp Hoa Kỳ và Bộ luật 10 Hoa Kỳ § 246.